# Maurícia
Maurícia (português europeu) ou Maurício (português brasileiro) (em inglês Mauritius, em francês Maurice, em crioulo mauriciano Moris), oficialmente República das Ilhas Maurícias (português europeu) ou República de Maurício (português brasileiro) (em inglês:  Republic of Mauritius, em francês République de Maurice, em crioulo mauriciano Repiblik Moris), é um país insular do oceano Índico, a cerca de 2 000 km da costa sudeste do continente africano. O país inclui as ilhas Maurícia e Rodrigues, 560 km a leste da ilha Maurícia, e as ilhas exteriores (Agalega e as ilhas de São Brandão, conhecidas também como "Cargados Carajos"). O país também reivindica o Arquipélago de Chagos, que faz parte do Território Britânico do Oceano Índico, e também reivindica a ilha de Tromelin, que faz parte das Terras Austrais e Antárticas Francesas. As ilhas Maurícia e Rodrigues fazem parte das Ilhas Mascarenhas, junto com a vizinha Reunião, um departamento ultramarino francês. A área do país é de 2 040 km². A capital e maior cidade é Porto Luís. O país é membro da Comunidade das Nações, da Francofonia e da União Africana.
Anteriormente uma colónia neerlandesa (1638–1710) e uma colónia francesa (1715–1810), as Ilhas Maurícias tornaram-se uma possessão colonial britânica em 1810 e assim permaneceram até 1968, ano em que adquiriram a independência. A colónia da Coroa Britânica de Maurício integrou os territórios atuais das Ilhas Maurícia, Rodrigues, as ilhas exteriores de Agalega, São Brandão, Arquipélago de Chagos e Seicheles. Em 1903 foi criada a colônia de Seicheles e em 1965 o arquipélago de Chagos tornou-se uma entidade separada. A soberania sobre o arquipélago de Chagos é disputada entre Maurício e o Reino Unido. O Reino Unido extirpou o arquipélago do território mauriciano em 1965, três anos antes da independência de Maurício. O Reino Unido gradualmente despovoou o arquipélago e arrendou a ilha principal, Diego Garcia, aos Estados Unidos. O acesso ao arquipélago é proibido a turistas ocasionais, à mídia e aos seus antigos habitantes. Em 2024 foi firmado acordo onde o Reino Unido devolverá as Ilhas Chagos às Maurícias, mas a base em Diego Garcia, no entanto, permanecendo sob domínio britânico. O acordo de transferência foi assinado em 22 de maio de 2025, com a condição de que a ilha de Diego Garcia fosse arrendada de volta ao Reino Unido por pelo menos 99 anos. O governo do Reino Unido espera que o tratado seja ratificado perto do final de 2025. As Maurícias também reivindicam a soberania sobre a ilha de Tromelin á França.
O povo mauriciano é multiétnico, multirreligioso, multicultural e multilíngue. O governo da ilha segue o sistema parlamentarista de Westminster, o país é altamente classificadas em democracia, em liberdade económica e política. O Índice de Desenvolvimento Humano de Maurícia é o mais alto da África. A Maurícia é conhecida pela sua flora e fauna variadas, com muitas espécies endémicas da ilha. A ilha é amplamente conhecida como a única casa conhecida do dodô, que, juntamente com várias outras espécies de aves, foi extinta por atividades humanas relativamente pouco depois do assentamento da ilha. Maurícia é o único país da África onde o hinduísmo é a religião mais praticada. A administração usa o inglês como idioma principal, embora não haja uma língua oficial definido e sejam também usados pela população o francês, o inglês e o crioulo mauriciano.

## Etimologia
Local de visita de marinheiros que vieram da Arábia durante o século XV e nomeado em língua árabe como Diva Mashriq (المغنية المشرق), "ilha oriental", a Maurícia de hoje (da língua inglesa Mauritius e do francês Maurice) é visível nos mapas da época. Um século depois, troca-se o nome pelo de Cirne, dado pelos portugueses, pelos quais foi encontrada deserta e não tiveram o desejo de ocupação, e depois pelo de Mascarenhas, que descobriu a vizinha ilha de Reunião.
O nome moderno Mauritius originou-se dos neerlandeses. Em 1598, uma esquadra neerlandesa desembarcou na ilha. Eles a reivindicaram e a nomearam em homenagem ao Príncipe Maurício de Nassau, o estatuder (chefe de Estado) da República Neerlandesa. O nome Mauritius é a forma latinizada do seu nome em neerlandês, Maurits.
Depois tornou-se uma colónia francesa e foi renomeada Île de France, que significa "Ilha de França". Durante o século XIX, quando a ilha passou a ser administrada pelo Reino Unido, foi retomado o nome Mauritius, que foi traduzido em português europeu como "Maurícias". Na mesma língua, o uso e as fontes lexicográficas têm, no entanto, privilegiado a forma Maurícia, a par de (Ilhas) Maurícias.

## História

### História antiga
A ilha Maurícia era desabitada antes de sua primeira visita registrada durante a Idade Média pelos árabes, que lhe chamaram Dina Arobi. No entanto, a ilha pode ter sido visitada muito antes por marinheiros dos tempos antigos; tabuletas de cera foram encontradas nas costas da Maurícia pelos neerlandeses, mas como as tábuas não foram preservadas, não se pode dizer se eram de origem grega, fenícia ou árabe.
Em 1507, os navegadores portugueses chegaram à ilha desabitada e estabeleceram uma base de visitantes. Diogo Fernandes Pereira, navegador português, foi o primeiro europeu conhecido a desembarcar nas Maurícias. Ele nomeou a ilha de "Ilha do Cirne". Os portugueses não ficaram muito tempo porque não estavam interessados nessas ilhas.

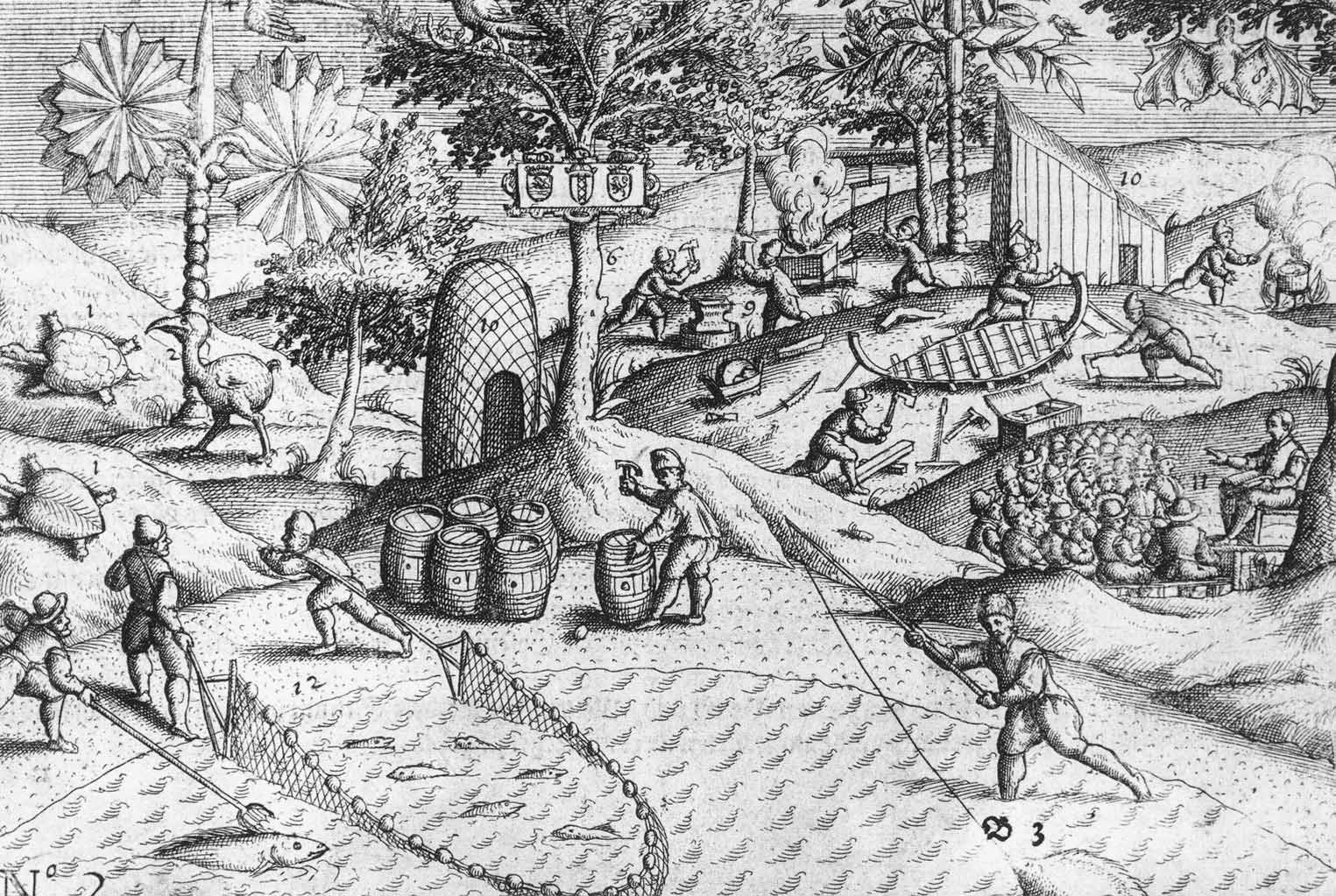
Atividades neerlandesas na Ilha Maurício, bem como a primeira representação publicada de um pássaro dodô, 1601

Em 1598, uma esquadra neerlandesa comandada pelo almirante Wybrand Van Warwyck desembarcou em Grand Port. Eles reivindicaram e batizaram a ilha de Mautitius em homenagem ao príncipe Maurício de Nassau, da República Neerlandesa, governante de seu país. Os neerlandeses habitaram a ilha em 1638, na qual exploraram árvores de ébano e introduziram cana-de-açúcar, animais domésticos e veados. Foi a partir daqui que o navegador neerlandês Abel Tasman partiu em busca da Grande Terra do Sul, mapeando partes da Tasmânia, Nova Zelândia e Nova Guiné. O primeiro assentamento neerlandês durou vinte anos. Em 1639, a Companhia Holandesa das Índias Orientais trouxe malgaxes escravizados para cortar árvores de ébano e trabalhar nas novas plantações de tabaco e cana-de-açúcar. Várias tentativas de estabelecer uma colônia permanentemente foram feitas posteriormente, mas os assentamentos nunca se desenvolveram o suficiente para produzir dividendos, fazendo com que os neerlandeses abandonassem Maurício em 1710. Um artigo publicado em 1755 no jornal britânico Leeds Intelligencer afirma que a ilha foi abandonada devido ao grande número de macacos de cauda longa "que destruíram tudo nela", e que também era conhecida na época como a Ilha dos Macacos. Os marinheiros portugueses trouxeram esses macacos para a ilha de seu habitat nativo no sudeste da Ásia, antes do domínio neerlandês.

### Maurício Francês (1715–1810)
A França, que já controlava a vizinha Yian Bourbon (atual Reunião), assumiu o controle da ilha em 1715 e a renomeou como Isle de France. Em 1723, o Code Noir (Código Negro, em francês) foi estabelecido para categorizar um grupo de seres humanos como "bens", para que o proprietário desses bens pudesse obter dinheiro do seguro e compensação em caso de perda de seus "bens". A chegada do governador francês Bertrand-François Mahé de La Bourdonnais, em 1735, coincidiu com o desenvolvimento de uma economia próspera baseada na produção de açúcar. Mahé de La Bourdonnais estabeleceu Porto Luís como uma base naval e um centro de construção naval.
Sob seu governo, numerosos edifícios foram erguidos, alguns dos quais ainda estão de pé. Estes incluem parte da Sede do Governo e o Château de Mon Plaisir. A ilha estava sob a administração da Companhia Francesa das Índias Orientais, que manteve sua presença até 1767.

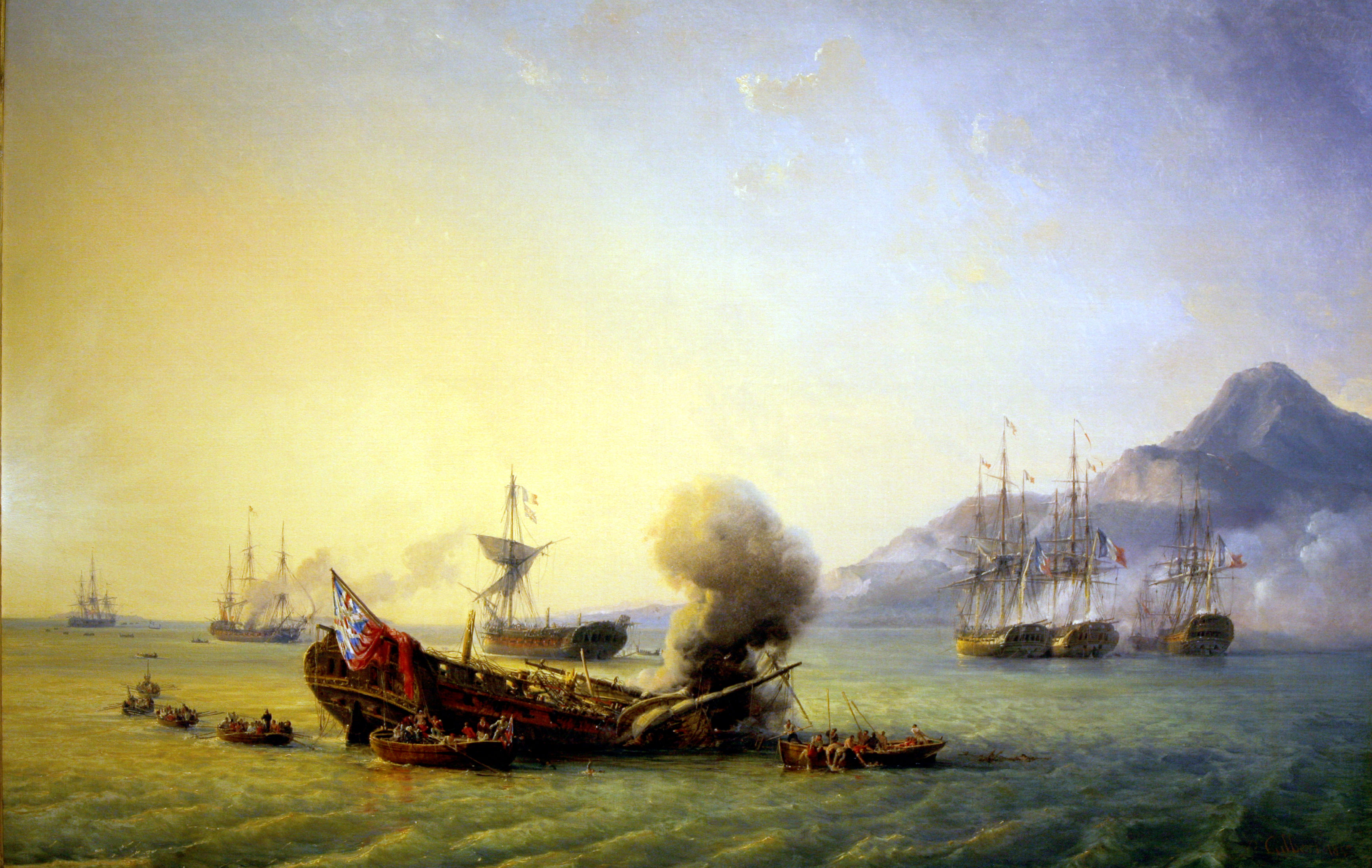
A Batalha de Grand Port entre as forças navais francesas e britânicas, 20 a 27 de agosto de 1810

De 1767 a 1810, exceto por um breve período durante a Revolução Francesa, quando os habitantes estabeleceram um governo virtualmente independente da França, a ilha era controlada por funcionários nomeados pelo governo francês. Jacques-Henri Bernardin de Saint-Pierre viveu na ilha de 1768 a 1771, depois voltou para a França, onde escreveu Paul et Virginie, uma história de amor que tornou a Ilha de França famosa onde quer que a língua francesa fosse falada. Dois famosos governadores franceses foram o visconde de Souillac (que construiu o Chaussée em Porto Luís e encorajou os fazendeiros a se estabelecerem no distrito de Savanne), e Antoine Bruni d'Entrecasteaux (que cuidava para que os franceses no Oceano Índico tivessem sua sede na Maurícia em vez de Pondicherry na Índia).
Charles Mathieu Isidore Decaen foi um general de sucesso nas Guerras Revolucionárias Francesas e, de certa forma, um rival de Napoleão Bonaparte. Governou a Ilha de França e a Reunião de 1803 a 1810. O cartógrafo e explorador naval britânico Matthew Flinders foi preso e detido pelo General Decaen na ilha, em violação de uma ordem de Napoleão. Durante as Guerras Napoleônicas, Maurício tornou-se uma base a partir da qual os corsários franceses organizaram ataques bem-sucedidos a navios comerciais britânicos. Os ataques continuaram até 1810, quando uma expedição da Marinha Real liderada pelo Comodoro Josias Rowley, R.N., um aristocrata anglo-irlandês, foi enviada para capturar a ilha. Apesar de vencer a Batalha de Grand Port, a única vitória naval francesa sobre os britânicos durante essas guerras, os franceses não conseguiram impedir que os britânicos pousassem em Cap Malheureux três meses depois. Eles formalmente entregaram a ilha no quinto dia da invasão, em 3 de dezembro de 1810, em termos que permitiam aos colonos manter suas terras e propriedades e usar a língua francesa e a lei da França em questões criminais e civis. Sob o domínio britânico, o nome da ilha foi revertido para "Mauritius".

### Maurício Britânico (1810–1968)

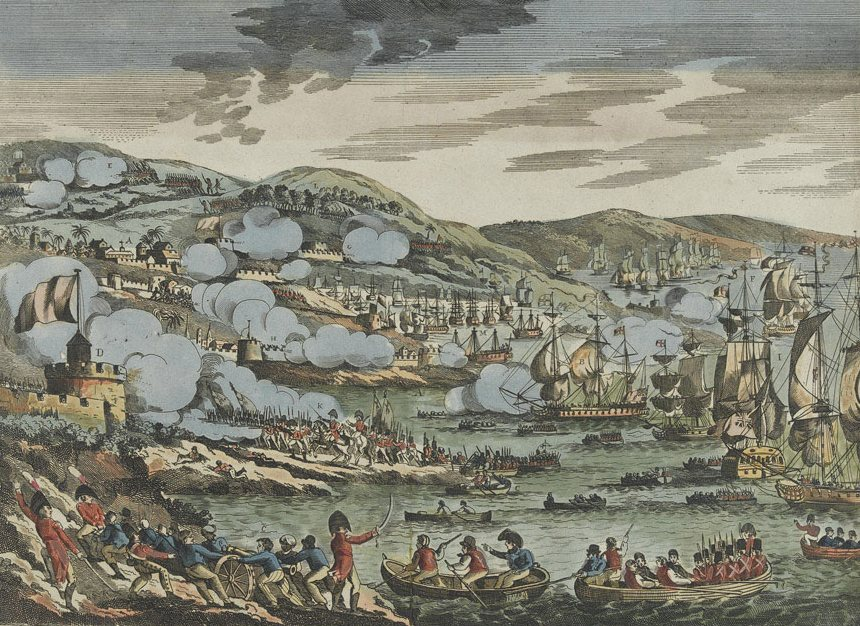
Forças britânicas capturaram a Ilha da França em 2 de dezembro de 1810

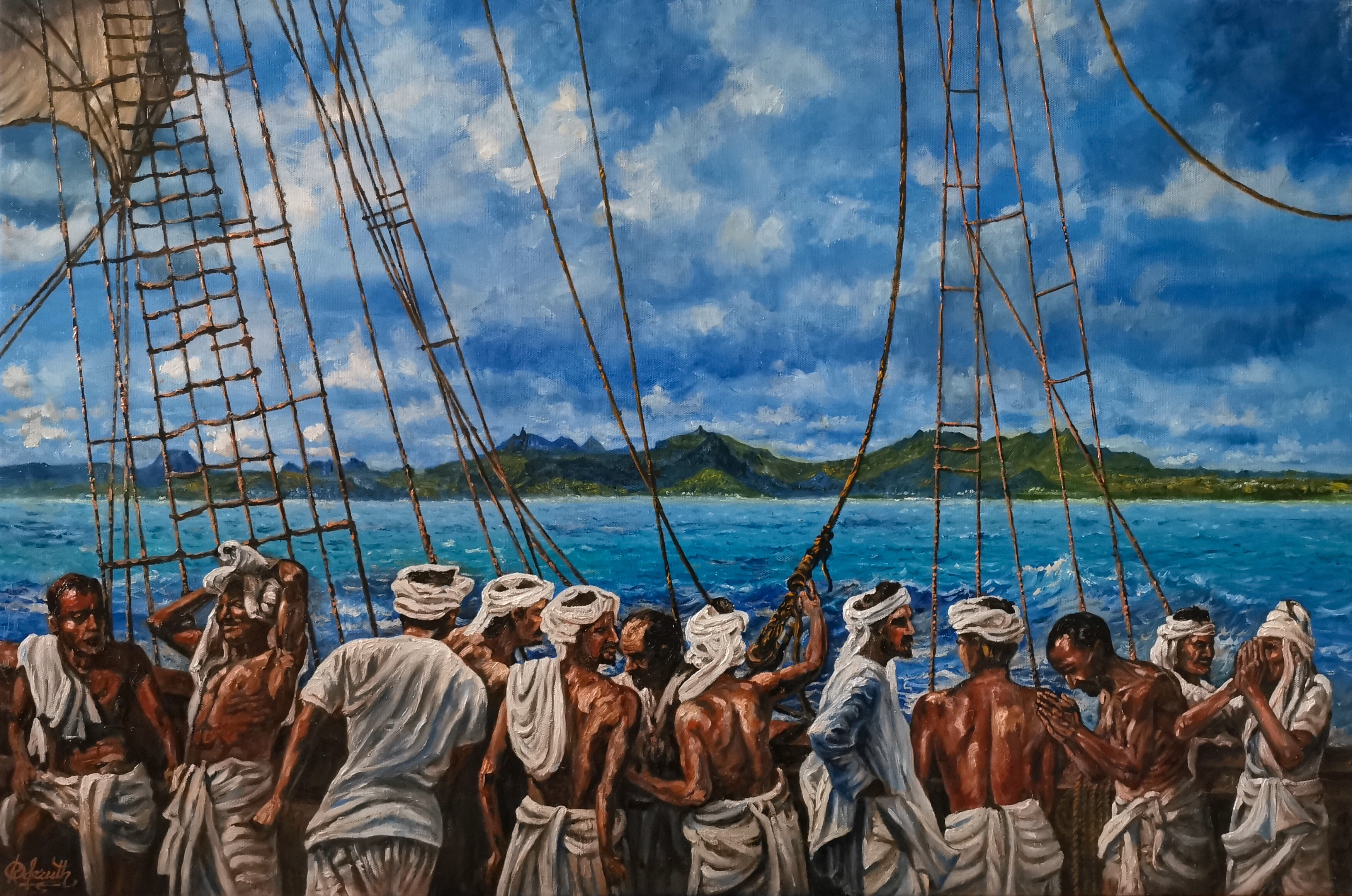
Primeiros trabalhadores indianos contratados (1834)

A administração britânica, que começou com Sir Robert Farquhar como governador, levou a rápidas mudanças sociais e econômicas. No entanto, foi contaminado pelo episódio Ratsitatane. Ratsitatane, sobrinho do rei Radama de Madagascar, foi trazido para a Maurícia como prisioneiro político. Ele conseguiu escapar da prisão e traçou uma rebelião que libertaria os escravos da ilha. Ele foi traído por um associado e foi pego pelas forças britânicas, sumariamente julgado e condenado à morte. Ele foi decapitado em Plaine Verte em 15 de abril de 1822, e sua cabeça foi exibida como um impedimento contra futuras revoltas entre os escravos.
Em 1832, Adrien d'Épinay lançou o primeiro jornal mauriciano (Le Cernéen) que não era controlado pelo governo. No mesmo ano, houve um movimento do procurador-geral para abolir a escravidão sem compensação aos proprietários de escravos. Isso deu origem ao descontentamento e, para verificar uma eventual rebelião, o governo ordenou que todos os habitantes entregassem suas armas. Além disso, uma fortaleza de pedra, Fort Adelaide, foi construída em uma colina (agora conhecida como a colina Citadel) no centro de Porto Luís para reprimir qualquer levante.
A escravidão foi abolida em 1835, e os donos das plantations finalmente receberam dois milhões de libras esterlinas em compensação pela perda de seus escravos que haviam sido importados da África e Madagascar durante a ocupação francesa. A abolição da escravatura teve importantes impactos na sociedade, economia e população da ilha. Os fazendeiros trouxeram um grande número de trabalhadores contratados da Índia para trabalhar nos campos de cana-de-açúcar. Entre 1834 e 1921, cerca de meio milhão de trabalhadores contratados estavam presentes na ilha. Eles trabalhavam em fazendas de açúcar, fábricas, em transporte e em canteiros de obras. Além disso, os britânicos trouxeram 8740 soldados indianos para a ilha. Aapravasi Ghat, na baía de Porto Luís e agora um patrimônio da humanidade pela UNESCO, foi a primeira colônia britânica a servir como um importante centro de recepção de escravos e servos para o trabalho de plantação britânico.
Uma figura importante do século XIX foi Rémy Ollier, jornalista de origem mista. Em 1828, a barreira racial foi oficialmente abolida nas Maurícias, mas os governadores britânicos deram pouco poder às pessoas de cor e nomearam apenas brancos como altos funcionários. Rémy Ollier fez uma petição à rainha Vitória para permitir que os coros no conselho de governo se tornassem possíveis alguns anos depois. Ele também fez Porto Luís se tornar um município para que os cidadãos pudessem administrar a cidade através de seus próprios representantes eleitos. Uma rua foi nomeada em sua homenagem em Porto Luís, e seu busto foi erguido no Jardin de la Compagnie em 1906. Em 1885, uma nova constituição foi introduzida. Criou posições eleitas no conselho de governo, mas a franquia restringia-se principalmente às classes francesa e crioula.
Os trabalhadores trazidos da índia nem sempre eram tratados de forma igualitária, e um alemão, Adolph von Plevitz, fazia-se o protetor não oficial desses imigrantes. Ele misturou-se com muitos dos trabalhadores e, em 1871, ajudou-os a escrever uma petição que foi enviada ao governador Gordon. Uma comissão foi designada para investigar as queixas feitas pelos imigrantes indianos, e em 1872 dois advogados, nomeados pela Coroa Britânica, foram enviados da Inglaterra para fazer uma investigação. Esta Comissão Real recomendou várias medidas que afetariam a vida dos trabalhadores indianos durante os próximos cinquenta anos.
Em novembro de 1901, Mahatma Gandhi visitou a Maurícia, a caminho da África do Sul para a Índia. Ele permaneceu na ilha por duas semanas e instou a comunidade indo-mauriciana a se interessar por educação e a ter um papel mais ativo na política. De volta à Índia, ele enviou um jovem advogado, Manilal Doctor, para melhorar o sofrimento dos indo-mauricianos. Durante o mesmo ano, ligações mais rápidas foram estabelecidas com a ilha de Rodrigues graças ao wireless.
Os anos 1910 foram um período de agitação política. A crescente classe média (composta de médicos, advogados e professores) começou a desafiar o poder político dos proprietários de cana-de-açúcar. O Dr. Eugène Laurent, prefeito de Porto Luís, era o líder desse novo grupo; seu partido, a Action Libérale, exigiu que mais pessoas pudessem votar nas eleições. A ação Libérale foi oposta pelo Parti de l'Ordre, liderado por Henri Leclézio, o mais influente dos magnatas do açúcar. Em 1911 houve motins em Porto Luís devido a um falso rumor de que o Dr. Eugène Laurent havia sido assassinado pelos oligarcas em Curepipe. Lojas e escritórios foram danificados na capital e uma pessoa foi morta. No mesmo ano, 1911, as primeiras mostras do cinema público ocorreram em Curepipe, e, na mesma cidade, um edifício de pedra foi erigido para abrigar o Royal College.
A Primeira Guerra Mundial estourou em agosto de 1914. Muitos mauricianos se ofereceram para lutar na Europa contra os alemães e na Mesopotâmia contra os turcos. Mas a guerra afetou muito menos as Maurícias do que as guerras do século XVIII. Pelo contrário, a guerra de 1914–18 foi um período de grande prosperidade devido a um boom nos preços do açúcar. Em 1919, surgiu o Sindicato de Açúcar da Maurícia, que incluía 70% de todos os produtores de açúcar.
A década de 1920 assistiu ao surgimento de um movimento "retrocessionista" que favoreceu a retrocessão das Maurícias para a França. O movimento entrou em colapso rapidamente porque nenhum dos candidatos que queria que o país fosse devolvido à França foi eleito nas eleições de 1921. Devido à recessão do pós-guerra, houve uma queda acentuada nos preços do açúcar. Muitos latifúndios fecharam e marcou o fim de uma era para os magnatas do açúcar, que não apenas controlavam a economia, mas também a vida política do país. Raoul Rivet, o editor do jornal Le Mauricien, fez campanha para uma revisão da constituição que daria à classe média emergente um papel maior na administração do país. Os princípios de Arya Samaj começaram a se infiltrar na comunidade hindu, que clamava por mais justiça social.
Os anos 1930 viram o nascimento do Partido Trabalhista, lançado pelo Dr. Maurice Curé. Emmanuel Anquetil reuniu os trabalhadores urbanos enquanto Pandit Sahadeo se concentrava na classe trabalhadora rural. O Dia do Trabalho foi celebrado pela primeira vez em 1938. Mais de 30 000 trabalhadores sacrificaram o salário de um dia e vieram de toda a ilha para participar de uma reunião gigantesca no Champ de Mars.
No início da Segunda Guerra Mundial, em 1939, muitos mauricianos se ofereceram para servir sob a bandeira britânica na África e no Oriente Próximo, lutando contra os exércitos alemão e italiano. Alguns foram para a Inglaterra para se tornarem pilotos e pessoal de terra na Royal Air Force. A Maurícia nunca foi realmente ameaçado, mas vários navios britânicos foram afundados fora de Porto Luís por submarinos alemães em 1943.
Durante a Segunda Guerra Mundial, as condições eram difíceis no país; os preços das commodities dobraram, mas os salários dos trabalhadores aumentaram apenas de 10 a 20%. Houve agitação civil e o governo colonial esmagou todas as atividades sindicais. No entanto, os trabalhadores da Belle Vue Harel Sugar Estate entraram em greve em 27 de setembro de 1943. Policiais finalmente atiraram contra a multidão e mataram três trabalhadores, incluindo um menino de dez anos e uma mulher grávida, Anjaly Coopen.
As primeiras eleições gerais foram realizadas em 9 de agosto de 1948 e foram vencidas pelo Partido Trabalhista. Este partido, liderado por Guy Rozemont, melhorou sua posição em 1953 e, com base nos resultados eleitorais, exigiu o sufrágio universal. Conferências constitucionais foram realizadas em Londres em 1955 e 1957, e o sistema ministerial foi introduzido. A votação ocorreu pela primeira vez com base no sufrágio universal adulto em 9 de março de 1959. A eleição geral foi novamente vencida pelo Partido Trabalhista, liderado desta vez por Sir Seewoosagur Ramgoolam.
Uma Conferência de Revisão Constitucional foi realizada em Londres em 1961, e um programa de avanço constitucional foi estabelecido. A eleição de 1963 foi ganha pelo Partido Trabalhista e seus aliados. O Departamento Colonial observou que a política de natureza comunitária estava ganhando terreno nas Ilhas Maurício e que a escolha dos candidatos (pelos partidos) e o comportamento eleitoral (dos eleitores) eram governados por considerações étnicas e de casta. Naquela época, dois eminentes acadêmicos britânicos, Richard Titmuss e James Meade, publicaram um relatório sobre os problemas sociais da ilha causados pela superpopulação e a monocultura da cana-de-açúcar. Isto levou a uma intensa campanha para deter a explosão populacional, e a década registrou um declínio acentuado no crescimento populacional.

### Independência e monarquia constitucional (1968–1992)

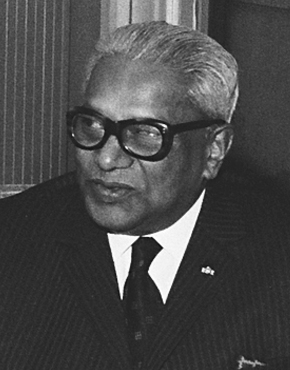
Sir Seewoosagur Ramgoolam, 1º primeiro-ministro de Maurício

Na Conferência de Lancaster de 1965, ficou claro que a Grã-Bretanha queria a colônia de Maurício independente. Em 1959, Harold Macmillan fez seu famoso discurso Winds of Change, onde reconheceu que a melhor opção para a Grã-Bretanha era dar total independência às suas colônias. Assim, desde o final dos anos 1950, o caminho foi preparado para a independência.

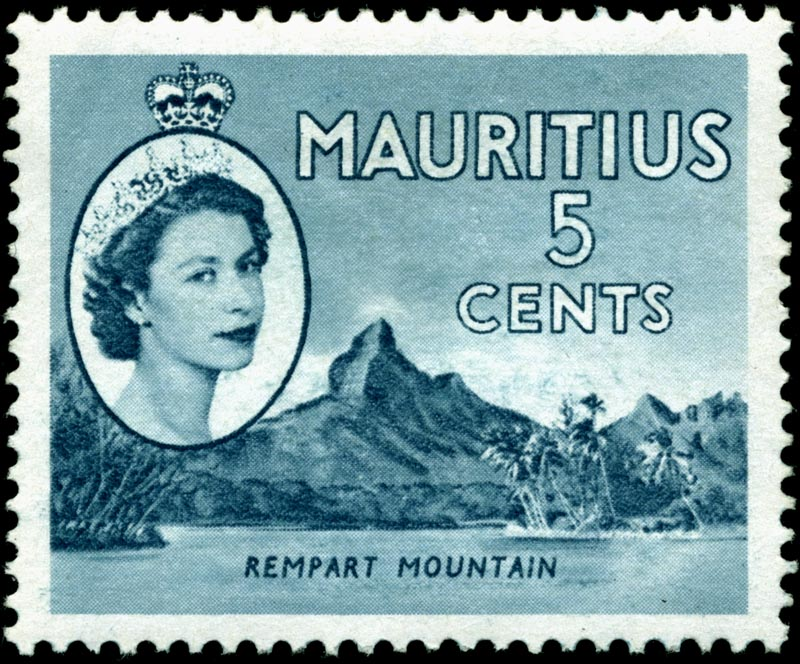
Isabel II do Reino Unido foi Rainha de Maurício de 1968 até 1992.

Mais tarde, em 1965, após a Conferência de Lancaster, o Arquipélago de Chagos foi extirpado do território de Maurício para formar o Território Britânico do Oceano Índico. Uma eleição geral ocorreu em 7 de agosto de 1967, e o Partido Trabalhista e seus dois aliados obtiveram a maioria dos assentos. As Maurícias adotaram uma nova constituição e a independência foi proclamada em 12 de março de 1968. Sir Seewoosagur Ramgoolam tornou-se o primeiro primeiro ministro de uma Maurícia independente com a Rainha Elizabeth II a ser chefe de estado. Em 1969, o movimento militante mauriciano (MMM), partido de oposição liderado por Paul Bérenger, foi fundado. Mais tarde, em 1971, o MMM, apoiado por sindicatos, convocou uma série de greves no porto que causaram um estado de emergência no país. O governo de coalizão do Partido Trabalhista e o Partido Social Democrata reagiram reduzindo as liberdades civis e restringindo a liberdade de imprensa. Duas tentativas frustradas de assassinato foram feitas contra Paul Bérenger. O segundo levou à morte de Azor Adélaïde, trabalhador portuário e ativista, em 25 de novembro de 1971. As eleições gerais foram adiadas e as reuniões públicas foram proibidas. Membros da MMM, incluindo Paul Bérenger, foram presos em 23 de dezembro de 1971. O líder da MMM foi libertado um ano depois.
Em maio de 1975, uma revolta estudantil que começou na Universidade de Maurício varreu o país. Os estudantes estavam insatisfeitos com um sistema educacional que não atendia às suas aspirações e dava perspectivas limitadas para um futuro emprego. Em 20 de maio, milhares de estudantes tentaram entrar em Porto Luís pela ponte Grand River North West e entraram em confronto com a polícia. Um ato do Parlamento foi aprovado em 16 de dezembro de 1975 para estender o direito de voto a jovens de 18 anos. Isso foi visto como uma tentativa de apaziguar a frustração da geração mais jovem.
A próxima eleição geral ocorreu em 20 de dezembro de 1976. O Partido Trabalhista ganhou 28 assentos de 62, mas o primeiro-ministro Sir Seewoosagur Ramgoolam conseguiu permanecer no cargo, com maioria de dois assentos, depois de formar uma aliança com o Partido Social-Democrata de Gaetan Duval.
Em 1982, um governo da MMM liderado pelo primeiro-ministro Anerood Jugnauth e Paul Bérenger como Ministro das Finanças foi eleito. No entanto, diferenças ideológicas e de personalidade surgiram dentro da liderança da MMM. A luta pelo poder entre Bérenger e Jugnauth atingiu o auge em março de 1983. Jugnauth viajou para Nova Delhi para participar de uma cúpula do Movimento dos Países Não Alinhados; Em seu retorno, Bérenger propôs mudanças constitucionais que tirariam o poder do primeiro-ministro. A pedido de Jugnauth, Indira Gandhi, primeira-ministra da Índia, planejou uma intervenção armada envolvendo a Marinha Indiana e o Exército Indiano para impedir um golpe sob o nome de código de Operação Lal Dora.
O governo da MMM se separou nove meses após a eleição de junho de 1982. Segundo um funcionário do Ministério da Informação, os nove meses foram uma "experiência socialista". O novo partido MSM, liderado por Anerood Jugnauth, foi eleito em 1983. Gaëtan Duval tornou-se vice-primeiro ministro. Ao longo da década, Anerood Jugnauth governou o país com a ajuda do PMSD e do Partido Trabalhista.
Esse período viu um crescimento no setor de ZPE (Zona de Processamento de Exportação). A industrialização começou a se espalhar para as aldeias e atraiu jovens trabalhadores de todas as comunidades étnicas. Como resultado, a indústria do açúcar começou a perder sua influência sobre a economia. As grandes cadeias de varejo iniciaram a abertura de lojas abertas em 1985 e ofereceram linhas de crédito a pessoas de baixa renda, o que lhes permitiu comprar eletrodomésticos básicos. Houve também um boom na indústria do turismo e novos hotéis surgiram em toda a ilha. Em 1989 a bolsa de valores abriu suas portas e em 1992 o porto franco começou a operar. Em 1990, o primeiro-ministro perdeu a votação sobre a alteração da Constituição para tornar o país uma república com Bérenger como presidente.

### República
Em 12 de março de 1992, vinte e quatro anos depois da independência, as Maurícia foram proclamadas uma república dentro da Commonwealth. O último governador-geral, Sir Veerasamy Ringadoo, tornou-se o primeiro presidente. Isto foi sob um arranjo transitório, no qual ele foi substituído por Cassam Uteem mais tarde naquele ano. O poder político permaneceu com o primeiro-ministro.
Apesar de uma melhora na economia, que coincidiu com uma queda no preço da gasolina e uma taxa de câmbio favorável do dólar, o governo não desfrutou de plena popularidade. Já em 1984, houve descontentamento. Através da Lei de Emenda de Jornais e Periódicos, o governo tentou fazer com que todos os jornais fornecessem uma garantia bancária de meio milhão de rúpias. Quarenta e três jornalistas protestaram participando de uma manifestação pública em Porto Luís, em frente ao Parlamento. Eles foram presos e libertados sob fiança. Isso causou protestos públicos e o governo teve que rever sua política.
Houve também insatisfação no setor de educação. Não havia faculdades secundárias de alta qualidade suficientes para atender à crescente demanda de pessoas que abandonaram a escola primária que haviam obtido o CPE (Certificado de Ensino Fundamental). Em 1991, um plano mestre para a educação não conseguiu apoio nacional e contribuiu para a queda do governo.
Em fevereiro de 1999, o país passou por um breve período de agitação civil. Tumultos surgiram depois que o popular cantor Kaya, preso por fumar maconha publicamente em um show, foi encontrado morto em sua cela na prisão. O presidente Cassam Uteem e o cardeal Jean Margéot percorreram o país e, após quatro dias de turbulência, a calma foi restaurada. Uma comissão de inquérito foi criada para investigar as causas profundas do distúrbio social. O relatório resultante investigou a causa da pobreza e qualificou muitas crenças tenazes como percepções.
Anerood Jugnauth, do MSM, voltou ao poder em 2000 depois de fazer uma aliança com o MMM, que incluía figuras proeminentes como Anil Bachoo, Pravind Jugnauth e Sangeet Fowdar, entre outros. Em 2002, a ilha de Rodrigues tornou-se uma entidade autônoma dentro da república e assim pôde eleger seus próprios representantes para administrar a ilha. Em 2003, o primeiro-ministro foi transferido para Paul Bérenger da MMM, e Anerood Jugnauth foi para Le Réduit para servir como presidente.
Nas eleições de 2005, Navin Ramgoolam, líder do Partido Trabalhista, foi levado ao poder depois de fazer uma aliança com o Parti Mauricien Xavier-Luc Duval (PMXD) e outros partidos menores. Navin Ramgoolam foi novamente eleito em maio de 2010. Desta vez, o Partido Trabalhista uniu forças com o PMSD e o MSM. Sob o novo governo, o país continuou com seu projeto MID (Maurice Ile Durable), iniciado em 2008, para tornar a economia menos dependente de combustíveis fósseis. O cenário político permaneceu bastante confuso. O Partido Trabalhista acabou com o MSM e depois com o PMSD, cujo líder havia atuado como ministro da Fazenda. O MMM fez uma aliança (conhecida como Remake) com os MSM, mas rompeu com o último para se tornar o aliado do Partido Trabalhista. O parlamento permaneceu fechado durante a maior parte de 2014. Uma segunda república foi proposta (pelos líderes do Partido Trabalhista e MMM) pela qual um presidente, eleito pela população, teria mais poder e governaria o país em colaboração conjunta com o Primeiro Ministro. O dia da nomeação ocorreu em 24 de novembro de 2014 e, pela primeira vez, os candidatos eleitorais tiveram a opção de não proclamar seu grupo étnico. Apenas alguns optaram por fazê-lo. As eleições gerais foram realizadas em 10 de dezembro de 2014, e a aliança Lepep composta pelo MSM, PMSD e Movimento Liberador (liderado por um dissidente da MMM) foi eleito ao poder com 47 cadeiras em 60. O sistema Westminster foi assim mantido e Anerood Jugnauth tornou-se o primeiro-ministro pela sexta vez.
Logo após a posse do novo governo, o ex-primeiro ministro foi interrogado pela polícia sobre acusações relacionadas a lavagem de dinheiro. A licença do Bramer Bank foi revogada devido a alegada falta de liquidez, e o BAI (British American Insurance) foi suspenso da negociação e colocado em concordata. Um tribunal das Nações Unidas determinou que a Grã-Bretanha agiu ilegalmente quando criou uma área marinha protegida ao redor do rio Chagos sem o consentimento das Ilhas Maurício, privando o país de seus direitos de pesca. Novas negociações começaram com Jin Fei em vista de reviver o projeto iniciado em 2006. As Maurícias deterão daqui em diante 80% das ações, enquanto o resto irá para os promotores chineses.
O turismo continuou a ser a principal fonte de divisas, e o número de visitantes à ilha atingiu 1,1 milhões em 2015. Apesar deste boom na indústria do turismo, o Ministro do Turismo Xavier-Luc Duval colocou uma moratória de dois anos na construção de novas hotéis.
Em dezembro de 2016, o PMSD deixou o governo de coalizão em protesto contra a decisão do governo de introduzir uma lei de comissão de acusação. O projeto de lei tinha a intenção de transferir o poder de processar do DPP (Diretor do Ministério Público) para uma comissão nomeada composta de três juízes. Por causa da saída do PMSD, a conta não terminou e o líder do PMSD, Xavier Luc Duval, substituiu Paul Bérenger como líder da oposição.
Em 21 de janeiro de 2017, Anerood Jugnauth anunciou que, em dois dias, renunciaria em favor de seu filho, o ministro das Finanças, Pravind Jugnauth, que assumiria o cargo de primeiro-ministro. A transição ocorreu conforme planejado em 23 de janeiro.

## Geografia

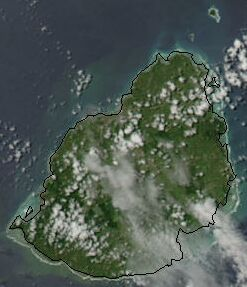
Imagem de satélite da Maurícia

Junto com a ilha da Reunião e Rodrigues, a ilha faz parte das Ilhas Mascarenhas. Este arquipélago foi formado por uma série de erupções vulcânicas há 8 ou 10 milhões de anos e atualmente não possui nenhum vulcão ativo. A ilha Maurícia possui um planalto central, com seu cume mais alto no sudoeste, Piton de la Riviere Noire com 828 m. Ao redor do planalto, a cratera original pode ainda ser distinguida de várias montanhas.
O clima local é o tropical, modificado por ventos do sudeste; é predominantemente quente, com um inverno seco e verão chuvoso.
A capital da ilha e a maior cidade é Porto Luís, no noroeste. Outras cidades importantes são Curepipe, Rose Hill, Quatre Bornes e Vacoas-Phoenix.

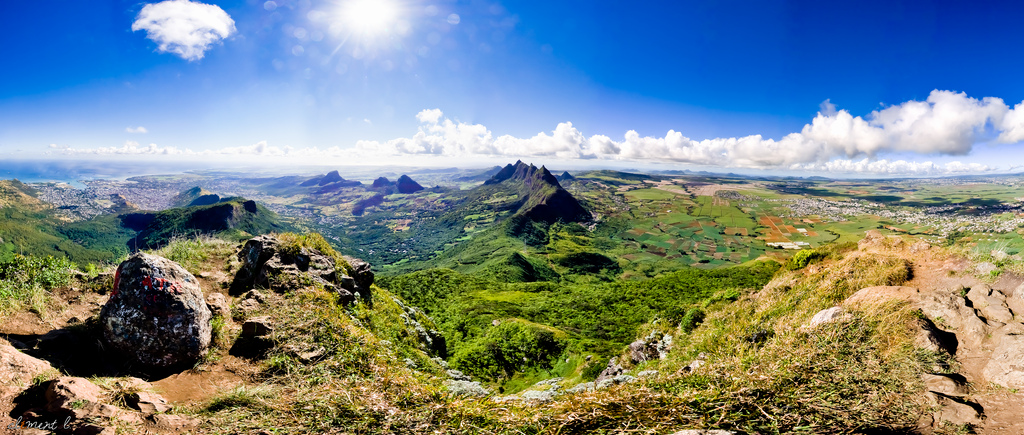
Vista panorâmica das Ilhas Maurício

### Fauna e flora

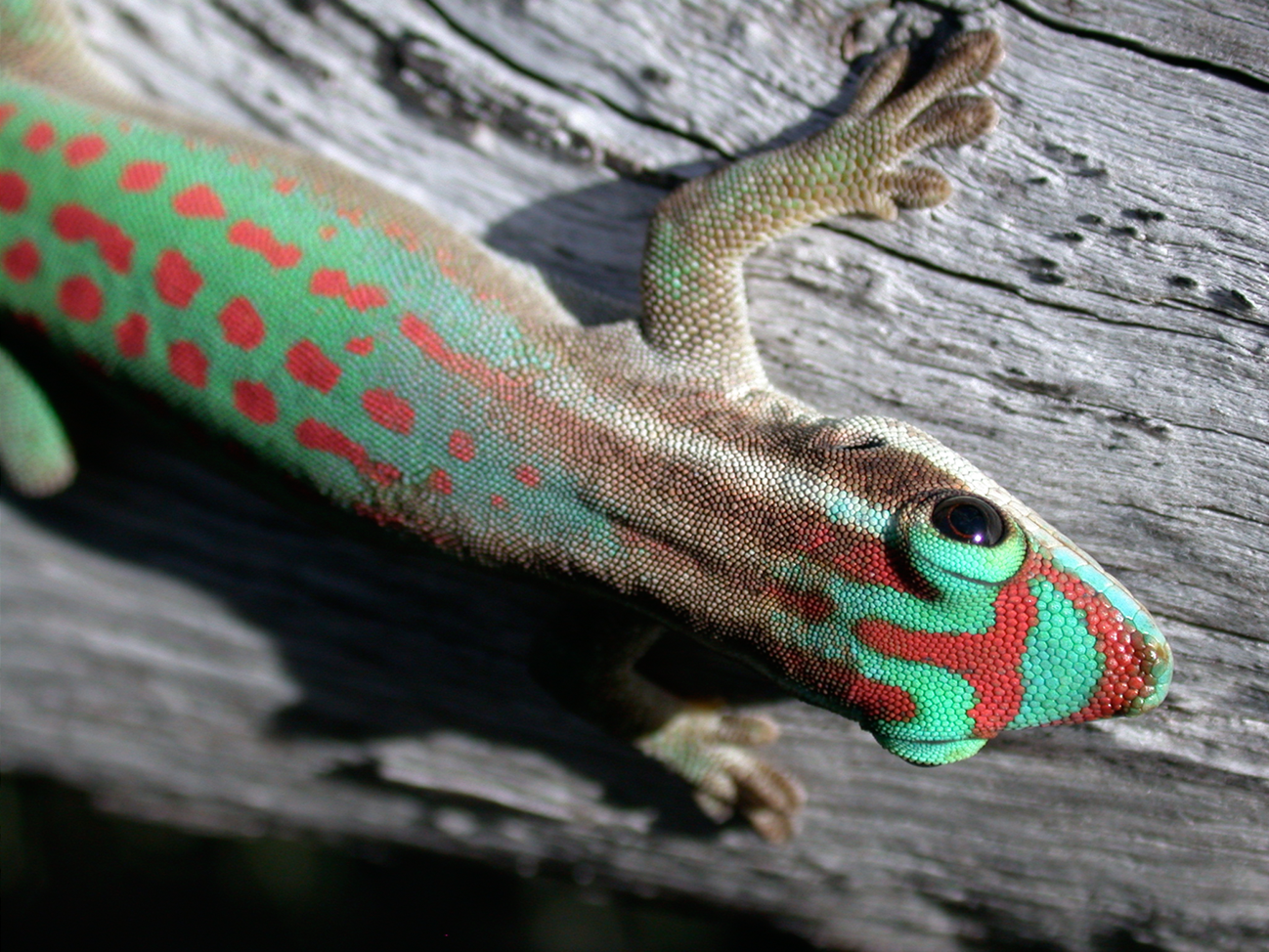
lagartixa diurna ornamentada da ilha Maurício

O país abriga algumas das plantas e animais mais raros do mundo, mas a habitação humana e a introdução de espécies não nativas ameaçaram sua flora e fauna nativas. Devido à sua origem vulcânica, idade, isolamento e terreno único, Maurício é o lar de uma diversidade de flora e fauna normalmente não encontrada em uma área tão pequena. Antes da chegada dos portugueses em 1507, não existiam mamíferos terrestres na ilha. Isso permitiu a evolução de uma série de pássaros que não voam e de grandes espécies de répteis. A chegada dos humanos viu a introdução de espécies exóticas invasoras, a rápida destruição do habitat e a perda de grande parte da flora e fauna endêmicas. Restam menos de 2% da mata nativa, concentrada no Parque Nacional Gargantas do Rio Negro e em outros parques nacionais menores. Existem algumas montanhas isoladas como a Corps de Garde e Le Morne Brabant, além de várias ilhas ao largo da costa, com vestígios da diversidade costeira e continental. Mais de cem espécies de plantas e animais foram extintas e muitas estão ameaçadas. As atividades de conservação começaram na década de 1980, com a implementação de programas para a reprodução de espécies de pássaros e plantas ameaçadas, bem como a restauração de habitats nos parques nacionais e reservas naturais.

### Disputas territoriais

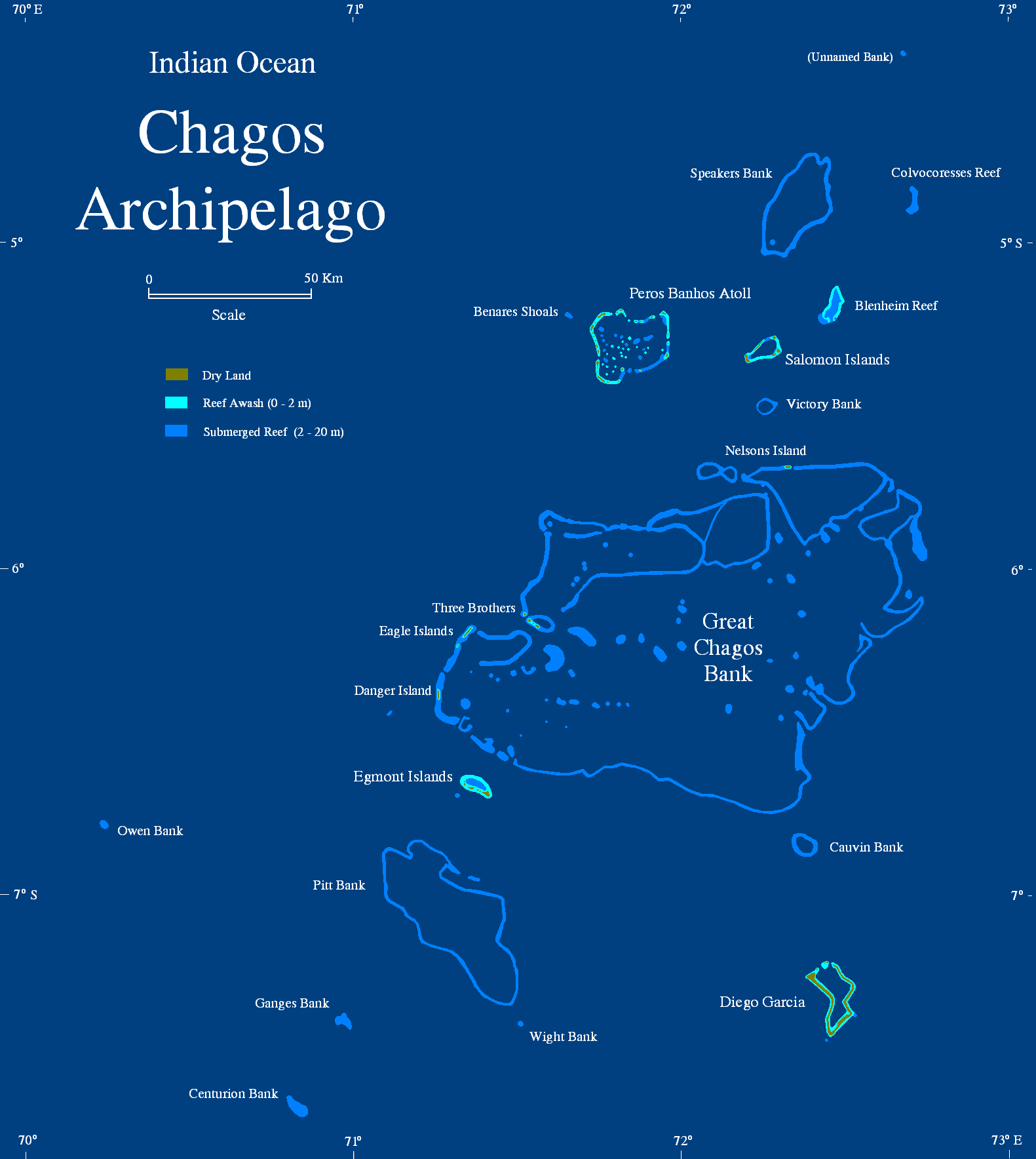
Mapa do Arquipélago de Chagos

Maurícia tem reivindicado soberania sobre o arquipélago de Chagos, localizado 1 287 km a nordeste e administrado como parte do Território Britânico do Oceano Índico. Chagos era administrativamente parte da Maurícia a partir do século XVIII, quando os franceses se estabeleceram nas ilhas. Todas as ilhas que fazem parte do território colonial francês de Ilha de França (como Maurício era então conhecida) foram cedidas aos britânicos em 1810, ao abrigo da Lei de capitulação assinada entre os dois poderes. Em 1965, três anos antes da independência da ilha Maurícia, o Reino Unido separou de Maurícia o arquipélago de Chagos e as ilhas de Aldabra, Farquhar e Desroches das Seicheles, para formar o Território Britânico do Oceano Índico (BIOT). As ilhas foram formalmente estabelecidas como um território ultramarino do Reino Unido em 8 de novembro de 1965. Em 23 de junho de 1976, Aldabra, Farquhar e Desroches foram devolvidos às Seicheles, como resultado de sua independência alcançada. O Território Britânico do Oceano Índico passou a compreender apenas o arquipélago de Chagos. O Reino Unido passou a arrendar a ilha principal do arquipélago, Diego Garcia, para os Estados Unidos ao abrigo de um contrato de arrendamento de 50 anos (que expira em 2016) para estabelecer uma base militar. Maurícia tem afirmado repetidamente que a separação de seus territórios é uma violação das resoluções das Nações Unidas que proíbe o desmembramento de territórios coloniais antes da independência e afirma que o arquipélago de Chagos, incluindo Diego Garcia, é parte integrante do território da ilha Maurícia sob a lei das Maurícias e do direito internacional. Depois de inicialmente negar que as ilhas eram habitadas, o Reino Unido expulsou funcionários britânicos á força, que eram cerca de 2 000. Desde 1971, apenas o atol de Diego Garcia é habitado, abrigando cerca de 3 000 cidadãos militares e funcionários do Reino Unido e Estados Unidos. Chagosianos, desde então, têm levantado discussões para a possível volta ao arquipélago, alegando que a expulsão e expropriação foram ilegais.
Em 18 de março de 2015, o Tribunal Permanente de Arbitragem decidiu por unanimidade que a área marinha protegida (MPA) — que o Reino Unido pretendia declarar em torno do arquipélago de Chagos em abril de 2010 — era ilegal sob a Convenção das Nações Unidas sobre o Direito do Mar, uma vez que a Maurícia teve direitos juridicamente vinculativos para pescar nas águas que circundam o arquipélago de Chagos, para um eventual regresso do arquipélago de Chagos, e para a preservação de qualquer minerais ou petróleo descobertos em ou perto do arquipélago de Chagos antes de seu retorno. O tribunal analisou em pormenor os compromissos assumidos pelo Reino Unido aos Ministros maurícios nas negociações de Lancaster House, em setembro de 1965. O Reino Unido argumentou que essas empresas não eram obrigatórias e não tinha estado no direito internacional. O Tribunal rejeitou com firmeza esse argumento, considerando que essas empresas tornaram-se um acordo internacional vinculativo sobre a independência da ilha Maurícia, e tem vinculado o Reino Unido desde então. Constatou-se que os compromissos do Reino Unido no sentido de Maurícia, em matéria de direitos de pesca e direitos de petróleo e minerais no arquipélago de Chagos, são juridicamente vinculativos.
Maurícia também reivindica soberania sobre a ilha Tromelin, de França, uma pequena ilha que fica a 430 km ao nordeste de Maurícia e que atualmente faz parte do grupo insular designado Ilhas Mascarenhas.

## Demografia
A população residente estimada da Maurícia era de 1 264 000 em dezembro de 2016. A população feminina era de 637 032, comparada com uma população masculina de 624 176 habitantes. A população da ilha de Maurício é de 1 219 265, e a da ilha de Rodrigues é de 41 669; Agalega e Saint-Brandon tinham uma população total estimada de 274 habitantes. Maurício tem a maior densidade populacional na África.
Após uma emenda constitucional em 1982, não há necessidade de os mauricianos revelarem suas identidades étnicas para fins de censo populacional. Estatísticas oficiais sobre etnia não estão disponíveis. O censo de 1972 foi o último a medir a etnia. Maurício é uma sociedade multiétnica, compostas por indianos (a maioria de Biharis) e uma minoria significativa de origem tâmil, africana, chinesa e europeia (principalmente francesa).

### Línguas
Sendo ao mesmo tempo um país de língua Inglesa e de língua francesa, Maurício é membro tanto da Comunidade das Nações e da Francofonia. A constituição de Maurício não faz menção a uma língua oficial. É só no Parlamento que a língua oficial é o inglês; qualquer membro da Assembleia Nacional também pode usar o francês. O inglês é particularmente cultivado pela população de origem indiana e o francês é usado principalmente na mídia e na literatura. O inglês e o francês são geralmente aceitos como as línguas oficiais de Maurício e como as línguas da administração do governo, tribunais, e de negócios. A constituição mauriciana é escrita em inglês, enquanto algumas leis, como o Código Civil, são em francês. O português vem sendo promovido e já é ensinado em algumas instituições, para atender às condições para o país alcançar uma de suas metas, que é fazer parte da Comunidade dos Países de Língua Portuguesa (CPLP). Desde 2006, Maurício já é um observador associado da CPLP. A língua de comunicação habitual é o crioulo de Maurício, uma língua crioula construída com base no francês. Muitos dos imigrantes indianos e chineses ainda falam as suas línguas de origem.

### Religião
| Religião na Maurícia | Religião na Maurícia | Religião na Maurícia | Religião na Maurícia | Religião na Maurícia |
| -------------------- | -------------------- | -------------------- | -------------------- | -------------------- |
| Religião             |                      |                      | % aprox.             |                      |
| Hinduísmo            | Hinduísmo            |                      | 56,4%                | 56,4%                |
| Cristianismo         | Cristianismo         |                      | 25,3%                | 25,3%                |
| Islão                | Islão                |                      | 16,7%                | 16,7%                |
| Outras religiões     | Outras religiões     |                      | 0,3%                 | 0,3%                 |
| Ateus                | Ateus                |                      | 0,6%                 | 0,6%                 |

De acordo com o censo de 2019, o hinduísmo é a religião mais praticada pela população, com 56,4%, seguido pelo cristianismo (25,3), o islamismo (16,7%) e outras religiões (0,7%). 0,6% declararam-se não religiosos. Maurício é o único país da África a ter uma maioria hindu.
Oficialmente, um Estado laico, Maurício é uma nação religiosamente diversa, com a liberdade de religião sendo consagrada como um direito constitucional. A cultura do povo mauriciano é refletida nas várias festividades religiosas que são celebradas ao longo do ano, algumas das quais são reconhecidas como feriados públicos. De acordo com uma estimativa, os mauricianos gastam em média mais de 700 horas por ano em atividades religiosas.

## Política
A política das Maurícias realiza-se num quadro de uma democracia representativa organizada sob a forma de uma república parlamentar, na qual o Presidente é o chefe de Estado e o Primeiro-Ministro é o chefe de governo, assistido por um Conselho de Ministros. A Maurícia tem um sistema multipartidário. O Poder Executivo é exercido pelo governo. O poder legislativo é investido tanto no governo quanto na Assembleia Nacional.

### Parlamento
A Assembleia Nacional é a assembleia legislativa unicameral, que foi chamada Assembleia Legislativa até 1992, quando o país se tornou uma república. É composto por 70 membros, 62 eleitos para mandatos de quatro anos em círculos eleitorais com vários membros e oito membros adicionais, conhecidos como "os melhores perdedores", nomeados pelo Supremo Tribunal para garantir que as minorias étnicas e religiosas sejam equitativamente representadas. O Comitê de Direitos Humanos da ONU, que monitora o cumprimento pelos Estados membros do Pacto Internacional sobre Direitos Civis e Políticos, criticou o Sistema de Melhor Perdedor do país após uma denúncia de um movimento local de jovens e sindicatos. O presidente é eleito para um mandato de cinco anos pelo Parlamento.
A ilha de Maurício é dividida em 20 distritos eleitorais que elegem três membros cada, enquanto Rodrigues é um distrito único que elege dois membros. Após uma eleição geral, a Comissão de Supervisão Eleitoral pode nomear até oito membros adicionais com vista a corrigir qualquer desequilíbrio na representação das minorias étnicas no Parlamento. Esse sistema de nomeação de membros é comumente chamado de melhor sistema de perdedores.
O partido político ou aliança partidária que conquista a maioria dos assentos no Parlamento forma o governo. Seu líder se torna o Primeiro-Ministro, que seleciona o Gabinete dos membros eleitos da Assembleia, exceto o Procurador Geral, que pode não ser um membro eleito da Assembleia. O partido político ou aliança que tem a segunda maior maioria constitui a Oposição Oficial e o seu líder é normalmente nomeado pelo Presidente da República como Líder da Oposição. A Assembleia elege um Orador, um Vice-Presidente e um Vice-Presidente de Comitês como algumas de suas primeiras tarefas.

### Governo

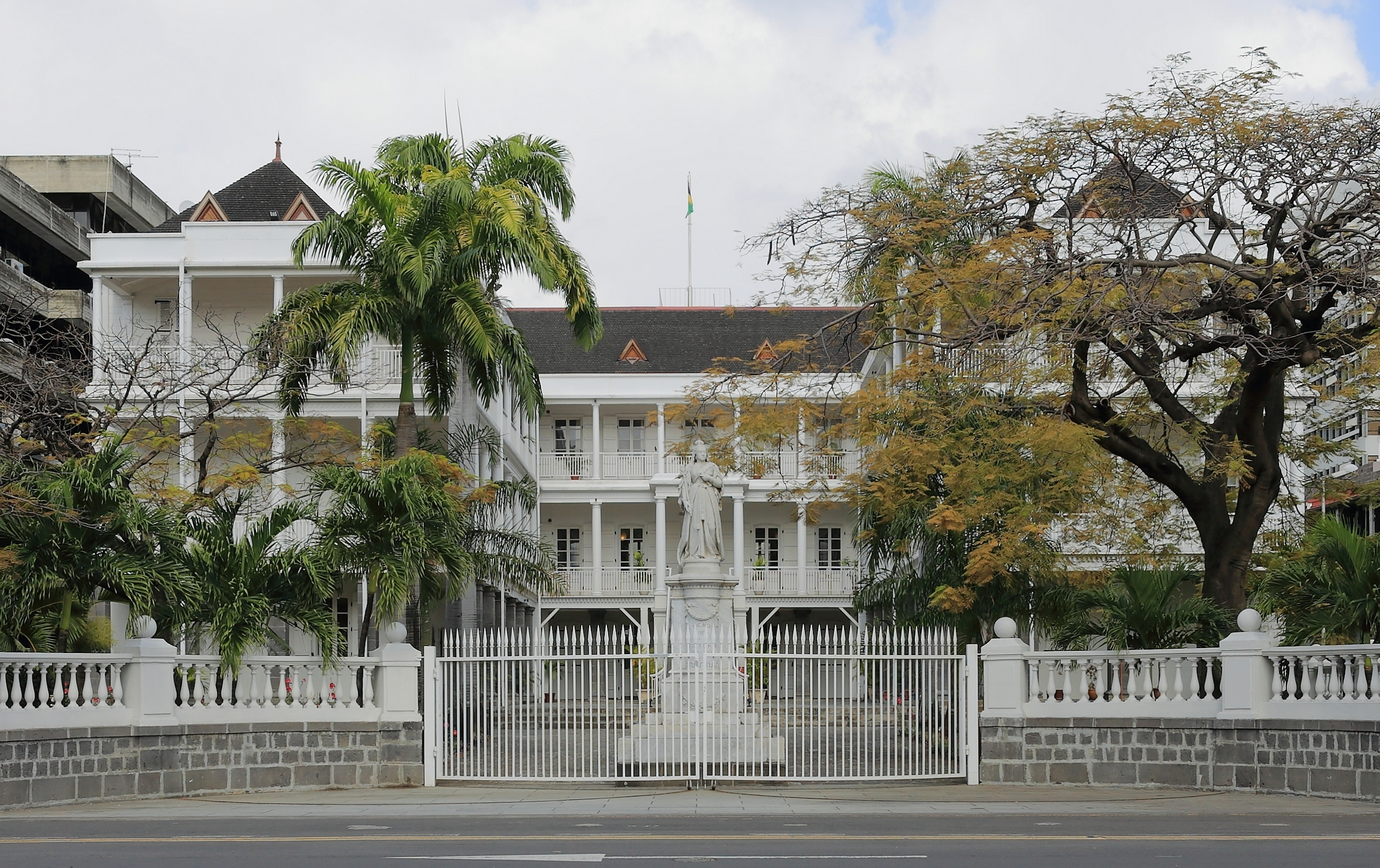
Sede do Governo, Porto Luís

Maurício é uma democracia com um governo eleito a cada cinco anos. A mais recente eleição da Assembleia Nacional realizou-se a 10 de dezembro de 2014 em todos os 20 círculos eleitorais continentais e no círculo eleitoral que abrange a ilha de Rodrigues. As eleições tendem a ser uma disputa entre duas grandes coalizões de partidos.
O Índice Ibrahim de Governança Africana de 2006–2014 classificou as Maurícias em primeiro lugar em bom governo. De acordo com o Índice de Democracia de 2017 compilado pela Economist Intelligence Unit, que mede o estado da democracia em 167 países, a Maurícia ocupa o 16º lugar em todo o mundo e é o único país africano com "democracia plena".

### Aplicação da lei
As leis que governam o sistema penal das Maurícias derivam em parte do direito civil francês e do direito comum britânico. A taxa de criminalidade reduziu de 4,3 por mil habitantes em 2009 para 3,6 por mil habitantes em 2010. A Constituição de Maurício afirma que, para fins de separação de poderes, o judiciário é independente. De acordo com o juiz E. Balancy, a opinião pública é caracterizada por uma reação emocional excessiva aos crimes, despertando a indignação moral da comunidade. O resultado é uma relutância em dar o devido peso à liberdade do cidadão e à presunção de inocência.
A acusação provisória, parte da lei de processo penal desde 1852, é uma prática que permite que qualquer pessoa suspeita de um crime seja detida — às vezes por até dois anos — antes de ser acusada. Em 1994, a polícia deteve o editor-chefe e um jornalista de uma revista semanal por ter "publicado ilegalmente notícias secretas". O presidente da empresa também foi preso. Em 1995, o Supremo Tribunal considerou que a acusação provisória era nula e sem efeito, uma vez que o delito estipulado na acusação provisória "publicar notícias secretas" não era conhecido pela lei.
Maurícia é um dos 96 países que assinaram a "declaração conjunta sobre o fim dos atos de violência e violações de direitos humanos relacionadas com base na orientação sexual e identidade de gênero" nas Nações Unidas, condenando a violência e a discriminação contra pessoas LGBT.
A lei de 1838 que proibia atividade homossexual (sodomia) no país foi declarada inconstitucional pelo Supremo Tribunal em 2023.

### Relações exteriores

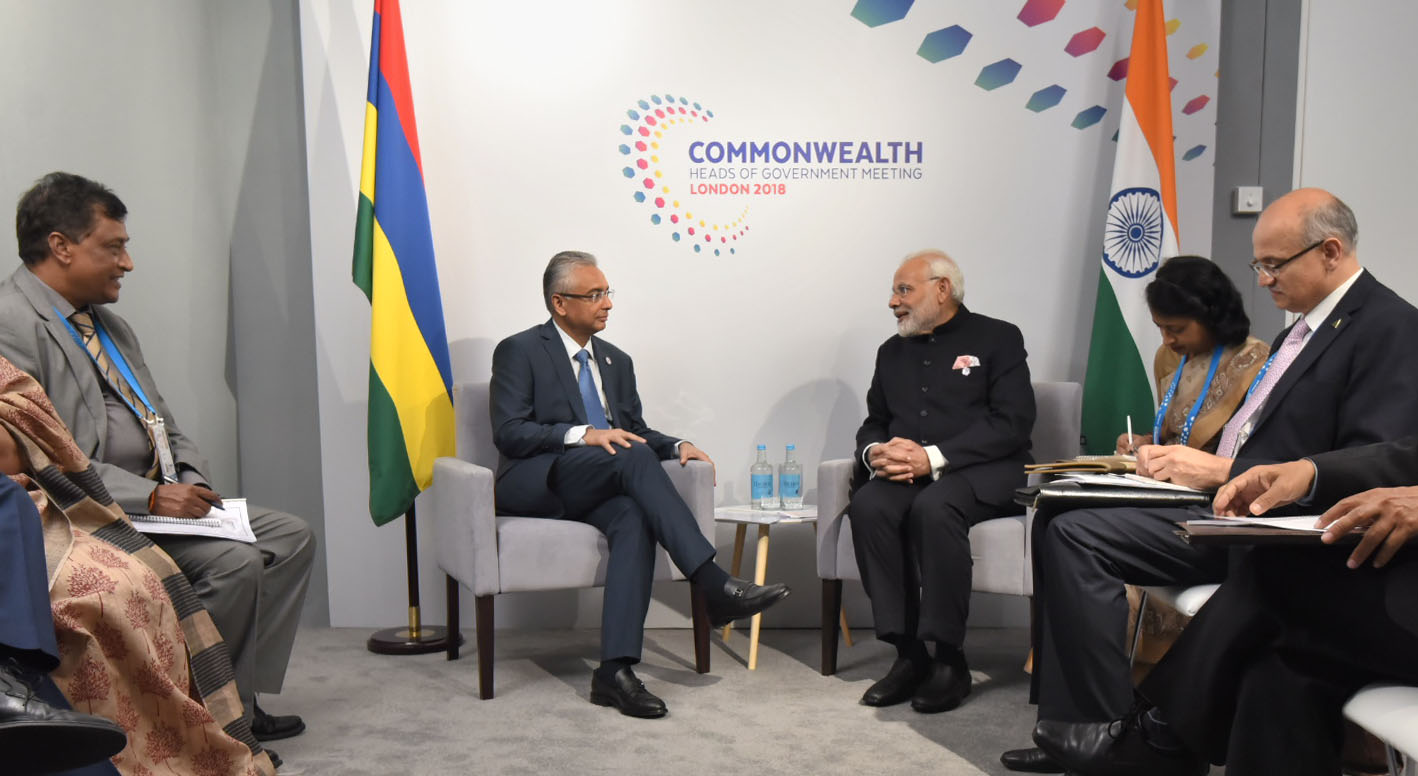
Primeiro-ministro Pravind Jugnauth reúne-se com o primeiro-ministro indiano Narendra Modi, 19 de abril de 2018

A Maurícia tem relações fortes e amistosas com vários países africanos, americanos, asiáticos, europeus e da Oceania. Considerada parte da África geograficamente, a Maurícia tem relações amigáveis com os estados africanos da região, particularmente a África do Sul, de longe o seu maior parceiro comercial continental. Os investidores mauricianos estão gradualmente entrando nos mercados africanos, especialmente em Madagascar, Moçambique e Zimbábue. A herança política do país e a dependência dos mercados ocidentais levaram a laços estreitos com a União Europeia e seus estados-membros, particularmente a França. Depende também do Reino Unido como parceiro comercial. As relações com a República Popular da China e a Índia são fortes por razões históricas e comerciais.
A Maurícia é membros da Organização Mundial do Comércio, da Commonwealth Britânica, da Francofonia, da União Africana, da Comunidade de Desenvolvimento da África Austral, da Comissão do Oceano Índico, COMESA, e o país é fundador da Associação da Costa do Oceano Índico.

### Forças armadas
Todas as funções militares, policiais e de segurança nas Ilhas Maurício são realizadas por 10 mil funcionários da ativa sob o Comissariado da Polícia. A Força Nacional de Polícia, com 8 mil membros, é responsável pela aplicação da lei no país. A Força Móvel Especial (SMF), de 1,4 mil membros, e a Guarda Costeira Nacional, com 688 membros, são as únicas unidades paramilitares nas Ilhas Maurício. Ambas as unidades são compostas por policiais em longas rotações para esses serviços.

## Subdivisões
A própria ilha Maurícia é dividida em nove distritos: Black River, Flacq, Grand Port, Moka, Pamplemousses, Plaines Wilhems, Porto Luís, Rivière du Rempart e Savanne.
Outras três ilhas são também são parte do Maurício: Agalega, São Brandão (ou Cargados Carajos), e Rodrigues.
Divisões administrativas
O Governo local tem nove divisões administrativas, com conselhos municipais e de vilas nas áreas urbanas e conselhos distrital e de aldeias nas áreas rurais. A ilha de Rodrigues forma a décima divisão administrativa do país. Outras dependências são as ilhas Agalega e São Brandão. As divisões são Black River, Flacq, Grand Port, Moka, Pamplemousses, Plaines Wilhems, Porto Luís, Riviere du rempart e Savanne.

Distritos da Maurícia numerados

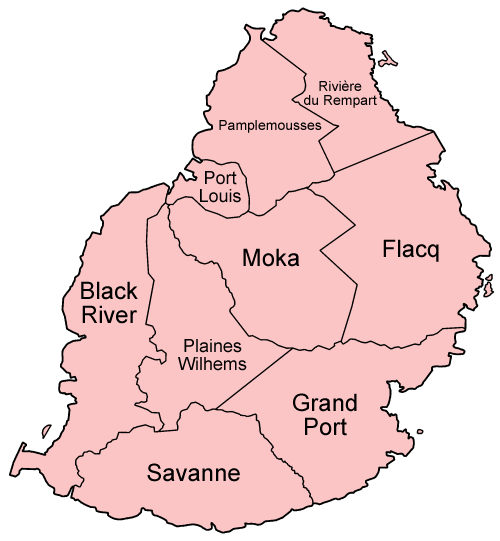
Distritos da Maurícia

As Ilhas Maurício estão divididas em 9 distritos, e três dependências. A tabela abaixo indica a legenda no mapa, bem como o código ISO 3166:2–MU correspondente. (Notar que alguns códigos dizem respeito a cidades.)
| Legenda | ISO   | Subdivisão            | Tipo        | Capital         |
| ------- | ----- | --------------------- | ----------- | --------------- |
| 1       | MU-BL | Black River           | distrito    | Tamarin         |
| 2       | MU-FL | Flacq                 | distrito    | Centre de Flacq |
| 3       | MU-GP | Grand Port            | distrito    | Mahébourg       |
| 4       | MU-MO | Moka                  | distrito    | Moka            |
| 5       | MU-PA | Pamplemousses         | distrito    | Triolet         |
| 6       | MU-PW | Plaines Wilhems       | distrito    | Rose Hill       |
| 7       | MU-PL | Porto Luís            | distrito    | Porto Luís      |
| 8       | MU-RR | Rivière du Rempart    | distrito    | Poudre d'Or     |
| 9       | MU-SA | Savanne               | distrito    | Souillac        |
| —       | MU-AG | Agalega               | dependência | —               |
| —       | MU-CC | São Brandão           | dependência | —               |
| —       | MU-RO | Rodrigues             | dependência | Port Mathurin   |
| —       | MU-BR | Beau Bassin-Rose Hill | cidade      | —               |
| —       | MU-C  | Curepipe              | cidade      | —               |
| —       | MU-PU | Porto Luís            | cidade      | —               |
| —       | MU-QB | Quatre Bornes         | cidade      | —               |
| —       | MU-VP | Vacoas-Phoenix        | cidade      | —               |

## Economia

Principais produtos de exportação das Ilhas Maurício em 2019.

O principal produto da Maurícia é o açúcar, do qual já foi o 3º produtor mundial. Outros importantes produtos agrícolas são o chá e o tabaco. A economia é diversificada, tendo o turismo como uma das principais atividades económicas. A ilha instituiu a primeira zona franca do oceano Índico.
Desde a sua independência, em 1968, a economia de Maurício, até então uma economia de baixa renda baseada na agricultura, tornou-se uma economia diversificada com crescimento dos setores industriais, financeiros e turísticos. Para a maioria do período, o crescimento anual esteve na ordem de 5 a 6%. Esta realização notável foi refletida numa distribuição de renda mais justa, no aumento da expectativa de vida, no declínio da mortalidade infantil e em numa melhora da infraestrutura do país.
A plantação de cana-de-açúcar ocupa 90% da área de terra cultivada e corresponde a 25% do total de exportação. A estratégia do desenvolvimento do governo centra-se em expandir instituições financeiras locais e em construir um sistema de telecomunicações interna.
A exploração da Ilha, tanto no âmbito agrário como turístico, tem dependido diretamente das autoridades locais. É um país fundamentalmente dedicado à agricultura (especialmente ao cultivo da cana de açúcar), representando 60% do produto Interior Bruto. Perto de 50% da superfície da ilha está dedicado à agricultura. Outra fonte de benefícios é a exportação de chá aos países do sul da África, sem esquecer o cultivo do tabaco e das flores ornamentais. Porém, grande parte dos recursos são destinados à importação de outros produtos dos que carece a ilha, tais como o arroz ou a batata. A segunda indústria em importância é a indústria têxtil e graças à ter-se convertido na primeira zona franca do Oceano Índico, Maurício destaca-se pela importação, tratamento e exportação de produtos manufaturados. O turismo é outra das indústrias principais do país.
O sistema fiscal do país e a sua taxa de imposto muito baixa favorecem impunemente o desvio de enormes receitas fiscais em detrimento de certos Estados, geralmente africanos. O sector financeiro, por si só, representa 50% do Produto Interno Bruto (PIB) do país.

## Cultura
A cultura de Maurício envolve uma mistura de diversas culturas através da história da ilha, incluindo influências indianas, europeias e africanas.

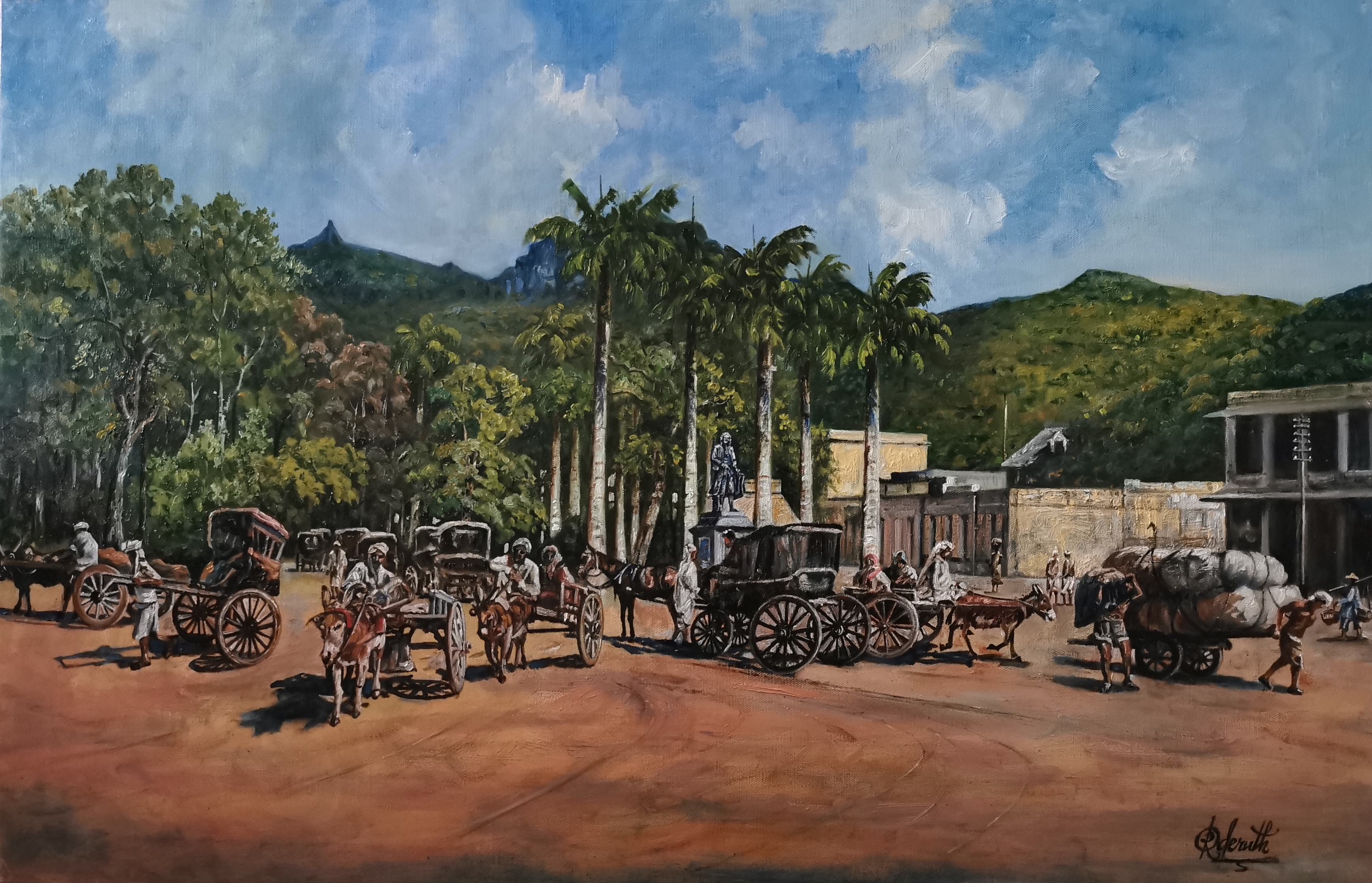
Maurício histórico. Uma cena da década de 1930

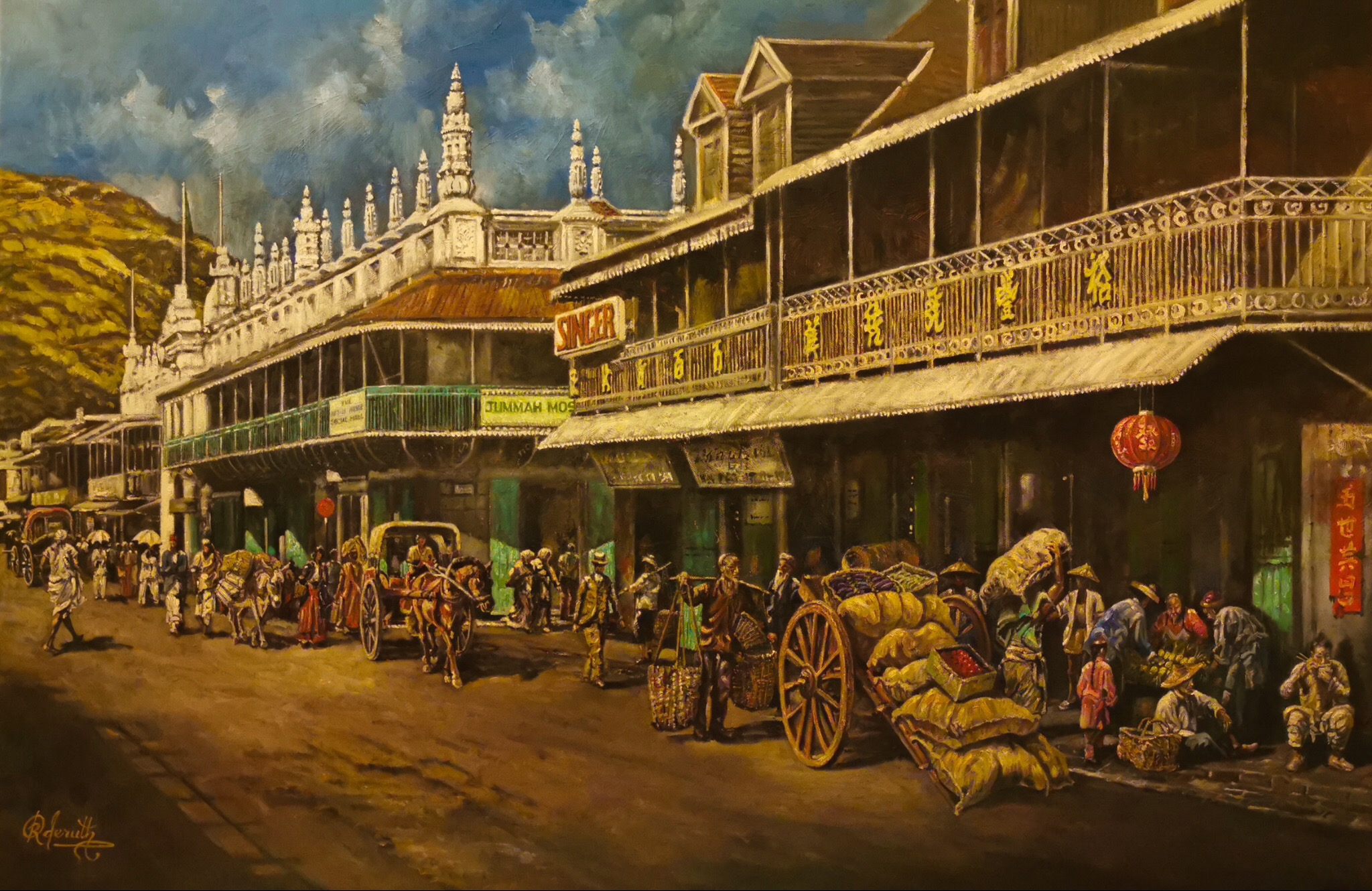
Chinatown na década de 1860

### Arquitetura
A arquitetura distinta de Maurício reflete a história da nação insular como uma base comercial colonial que liga a Europa ao Oriente. Estilos e formas introduzidos por colonos neerlandeses, franceses e britânicos a partir do século XVII, misturados com influências da Índia e da África Oriental, resultaram em uma arquitetura híbrida única de significado histórico, social e artístico internacional. As estruturas de Maurício apresentam uma variedade de designs, materiais e elementos decorativos exclusivos do país e informam o contexto histórico do Oceano Índico e do colonialismo europeu.
Décadas de mudanças políticas, sociais e econômicas resultaram na destruição rotineira do patrimônio arquitetônico de Maurício. Entre 1960 e 1980, as casas históricas das terras altas da ilha, conhecidas localmente como campagnes, desapareceram abruptamente. Os anos mais recentes testemunharam a demolição de plantações, residências e edifícios cívicos à medida que foram desmatados ou drasticamente renovados para novos desenvolvimentos para atender a uma indústria de turismo em expansão. A capital, Porto Luís, permaneceu relativamente inalterada até meados da década de 1990, mas agora exibe significativas alterações em seu patrimônio arquitetônico. Os valores crescentes da terra são confrontados com o valor cultural das estruturas históricas em Maurício.

### Culinária

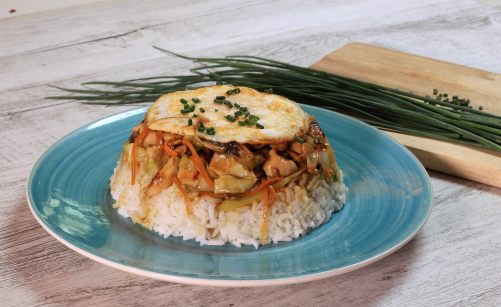
Bol renversé

Durante o período das Grandes navegações e descobertas o pássaro Dodô era muito apreciado na culinária dos navegantes e piratas o que levou à extinção.
A culinária nacional é a mistura de influências da cozinha Criola, Chinesa, Francesa e Indiana. É comum a combinação destas culinárias para a elaboração de um prato.
Maurícia tem fortes laços culturais com a França. A popularidade dos pratos franceses como o daube, civet de lièvre ou coq au vin servidos com vinho, mostram a prevalência da culinária francesa na Maurícia na atualidade. Com o passar dos anos, algumas receitas foram adaptadas com a adição de ingredientes mais exóticos nativos da ilha, o que confere, em muitos casos, um sabor único.
Durante o século XIX, após a abolição da escravatura, trabalhadores indianos migraram para a ilha trazendo consigo sua culinária. No final do mesmo século, veio uma outra onda de imigração, desta vez da China, especialmente Chineses da região sudoeste da China, o que também influenciou a culinária local.
Ao longo dos anos, cada comunidade adaptou e misturou elementos uma das outras ao seu gosto, resultando na culinária atual.
A produção de rum é comum na ilha. [carece de fontes?] A cana de açúcar foi inicialmente introduzida no ano de 1638 pela colonização neerlandesa.

### Literatura
Enquanto Kreol Marisyen (Crioulo da Maurícia) é a língua mais falada na Maurícia, a maior parte da literatura é escrita em francês, embora muitos autores escrevam em inglês, boiapuri e marisyen, assim como em outras línguas como Abhimanyu Unnuth e hindi. O mais renomado escritor local, Dev Virahsawmy escreve exclusivamente em marisyen. Entre os autores importantes destaca-se Malcolm de Chazal, Ananda Devi, Raymond Chasle, Loys Masson, Marcel Cabon e Edouard Maunick.[carece de fontes?]

### Esportes
Devido à carência de patrocínio, as equipes esportivas nacionais não obtêm muito sucesso em competições internacionais. Contudo, recentemente, a união de Rugby têm crescido rapidamente em popularidade. O futebol também é muito popular. As seleções nacionais estão em posições muito modestas nos rankings internacionais de seus respectivos esportes.[carece de fontes?]
Nos jogos olímpicos de Beijing 2008, a Maurícia ganhou sua primeira medalha olímpica. Bruno Julie ganhou a medalha de bronze na categoria peso galo do boxe.
No entanto, a Maurícia é competitiva a nível regional, especialmente em competições realizadas entre os países do Índico. A Maurícia coleciona alguns ouros, pratas e bronzes nos Jogos das Ilhas do Oceano Índico (JIOI). A segunda e a quinta edição foram realizadas na ilha em 1985 e 2003, respectivamente.